# Fotodermatite
Le fotodermatiti sono un gruppo di dermatiti indotte da cause diverse e spesso complesse.
In esse, sostanze endogene, non sempre identificate, vanno ad interagire con radiazioni elettromagnetiche nella banda dell'ultravioletto o del visibile provocando manifestazioni cliniche differenti, ben individuabili.
La principale caratteristica che accomuna tutte queste affezioni è un'elevata fotosensibilità, cioè una risposta cutanea abnorme ad irradiazione solare o artificiale.